# Onthophagus millamilla
Onthophagus millamilla är en skalbaggsart som beskrevs av Matthews 1972. Onthophagus millamilla ingår i släktet Onthophagus och familjen bladhorningar. Inga underarter finns listade i Catalogue of Life.